# Rolf Weibel
Rolf Weibel-Spirig (* 1939) ist ein Schweizer Theologe und Fachjournalist.

## Leben
Rolf Weibel studierte Kulturwissenschaft und promovierte 1971 bei Heinrich Stirnimann an der Universität Freiburg in katholischer Theologie.
Während fast drei Jahrzehnten leitete Weibel das amtliche Organ der Deutschschweizer Bistümer Die Schweizerische Kirchenzeitung (SKZ) als Redaktionsleiter. Ende 2004 gab er diesen Posten mit Erreichen des Pensionsalters ab.
Weibel ist Mitglied des Forschungskomitees Religion der Schweizerischen Gesellschaft für Soziologie. Des Weiteren ist er seit 1975 ständiger Mitarbeiter der Herder Korrespondenz.
Für Mariano Delgado ist Weibel „der vielleicht detailreichste Kenner der Konzilsrezeption in der Schweiz“.